# 윤수용
윤수용(1995년 12월 10일 ~ )은 대한민국의 축구 선수이다. 현재 스웨덴 프로축구 디비전 1의 우메오 소속의 미드필더이다.

## 선수 생활
윤수용은 잉글랜드에서 축구를 할 기회를 포기하고 서울 이랜드 FC의 공개 테스트에 참여했으나 선발되지 못하였다. 그러나 윤수용은 2015년에 스웨덴의 축구단인 유르고르덴 IF에 입단하였고 때마침 고등학교 선후배 사이인 문선민도 외스테르순드 FK에서 유르고르덴 IF로 임대를 오며 한솥밥을 먹게 되었다.
2017.03 ~
우메오 FC (스웨덴)
2016.02 ~ 2016.12
아쉬리스카 FF (스웨덴) 임대
2015.03 ~ 2017.03
유르고르덴 IF (스웨덴)